# Боян Кркіч
Боян Кркіч (серб. Бојан Кркић Перез; ісп. Bojan Krkić Pérez, 28 серпня 1990, Льєйда) — колишній іспанський футболіст сербського походження, нападник.

## Клубна кар'єра
Боян потрапив до футбольної школи «Барселони» 1999 року, коли йому було дев'ять років і вважався одним з найперспективніших молодих футболістів світу. Став найкращим бомбардиром чемпіонату Європи до 17 років у 2006 році, та виграв цей турнір у 2007 році забивши переможні голи у півфіналі та фіналі цього турніру. Перший свій матч за основну команду «Барселони» він провів 24 квітня 2007 року проти єгипетського футбольного клубу «Аль-Ахлі» в матчі на честь сторіччя африканського клубу. Матч завершився з рахунком 4:0, один з голів забив Кркіч. 
16 вересня 2007 року (у віці 17 років і 19 днів) Боян офіційно дебютував за «Барселону» у матчі проти «Осасуни» , замінивши Джовані дос Сантоса на 78-й хвилині і побивши рекорд Ліонеля Мессі як наймолодшого гравця «Барселони» у матчі Ла Ліги. Через три дні він дебютував у Лізі чемпіонів в матчі проти «Ліона» (2:2), ставши наймолодшим футболістом «Барси», який зіграв у цьому турнірі (17 років і 22 дні).
Забив свій перший гол в Прімері в матчі проти «Вільярреала» (1:3), завдяки чому став наймолодшим автором голу клубу у Ла Лізі (17 років 1 місяця і 22 днів). Забив свій перший гол в Лізі чемпіонів у матчі з німецьким «Шальке 04» (1:0) у віці 17 років та 217 днів, що зробило його першою людиною, яка народилася в 1990-х роках, що забила в Лізі чемпіонів і наймолодшим гравцем, який забив у фазі плей-оф. Загалом Боян завершив сезон із десятьма голами, побивши рекорд Рауля за кількістю забитих голів у дебютному сезоні.

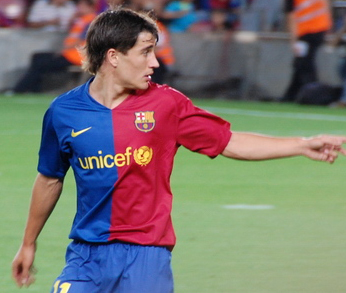
Боян Кркіч під час виступів за «Барселону».

Перед початком нового сезону він поміняв свій номер 27 на номер 11. У сезоні 2008/09 він відзначився всього два рази, але зробив значно більший внесок у завоювання 25-го Кубка Іспанії. Гвардіола використав Кркіча як у Кубку Короля, так і в Ла Лізі, бачачи в ньому гравця, здатного вийти на заміну та змінити хід матчу.
У сезоні 2009/10 Боян ще більше зміцнив свій статус важливого гравця першої команди. У заключному етапі сезону він зробив важливий внесок у завоювання другого поспіль титулу чемпіона Ла Ліги, а після переходу Златана Ібрагімовича в «Інтер» Кркіч отримав номер 9.
19 березня 2011 року Боян зіграв свій сотий матч у чемпіонаті Іспанії за «Барселону», ставши наймолодшим гравцем клубу, який зіграв 100 матчів у Ла Лізі. У більш ранньому віці 100 матчів у Прімері провели лише Рауль та Хосеба Ечеберрія. Всього за «Барселону» Боян відіграв 163 матчі, забив 41 гол та віддав 19 асистів.
Після закінчення сезону 2010/11 Боян був проданий в «Рому» за 12 мільйонів євро. Там провів один сезон, після чого ще по сезону грав за «Мілан» та «Аякс», але ніде закріпитись не зумів.
22 липня 2014 року Боян перейшов до англійського клубу «Сток Сіті» за 1,8 млн євро і підписав з ним чотирирічний контракт. У складі «гончарів» теж не був основним гравцем через травми, тому здавався в оренди у німецький «Майнц 05» та іспанський «Алавес». 6 серпня 2019 року Боян залишив «Сток Сіті» за взаємною згодою сторін.
7 серпня 2019 року Кркіч на правах вільного агента приєднався до канадського клубу MLS «Монреаль Імпакт», підписавши контракт до кінця 2020 року. З командою став чемпіоном Канади у 2019 році, зігравши в тому числі і у фінальному матчі проти «Торонто» (1:0). Після закінчення сезону 2020 «Імпакт» не скористався опцією продовження контракту Бояна.
У серпні 2021 року Кркіч підписав контракт на півтора сезони із клубом чемпіонату Японії «Віссел Кобе». Дебютував за нову команду 5 вересня у матчі проти «Санфречче Хіросіми», замінивши на 75-й хвилині колишнього одноклубника по «Барселоні» Андреса Іньєсту. 2 жовтня у матчі проти «Урави Ред Даймондс» забив свій єдиний гол за «Віссел Кобе».
Боян Кркіч опинився без клубу в січні 2023 року після того, як його виключили зі складу «Віссел Кобе» і офіційно завершив футбольну кар'єру у віці 32 років, про що оголосив на «Камп Ноу» в Барселоні 23 березня 2023 року. Загалом у клубній кар'єрі Кркіч провів 451 матч, забив 93 голи і віддав 40 асистів..

## Виступи за збірні
Виступав у складі юнацької збірної Іспанії до 17 років, з якою у травні 2006 року він із п'ятьма голами став найкращим бомбардиром юнацького чемпіонату Європи серед юнаків до 17 років у Люксембурзі. Хоча Кркічу було ще 15 років і він був на рік молодший від більшості гравців команди і в чотирьох з п'яти матчів зіграв лише по 45 хвилин, саме він став головною зіркою збірної — у зустрічі з господарями поля Кркіч оформив хет-трик (48', 69', 76'), а ще забив м'ячі в матчах проти Угорщини (76') і Німеччини (53'). Наступного року на аналогічному турнірі, що проходив у Бельгії, Кркіч забив всього два голи, але вирішальних — у півфіналі та фіналі турніру, завдяки яким Іспанія стала чемпіоном.
Виклик Бояна на юнацький чемпіонат світу у Південній Кореї супроводжувався суперечками. Офіційні особи «Барселони» хотіли, щоб гравець був доступний для клубу, але іспанська футбольна федерація відмовила каталонцям. В результаті Кркіч став одним із найкращих гравців турніру, забив 5 голів (третє місце серед бомбардирів) і багато в чому завдяки його відмінній грі Іспанія вийшла у фінал. У переможному півфіналі проти Гани (2:1) перед самим завершенням матчу він був покараний другою жовтою карткою і, відповідно, червоною. Через це Боян не зміг зіграти у фіналі і його команда програла у фіналі Нігерії по пенальті. Кркіч був удостоєний нагороди «Бронзовий м'яч» як третій найкращий гравець турніру, після Маколі Крісантуса (Срібний м'яч) і Тоні Крооса (Золотий м'яч).

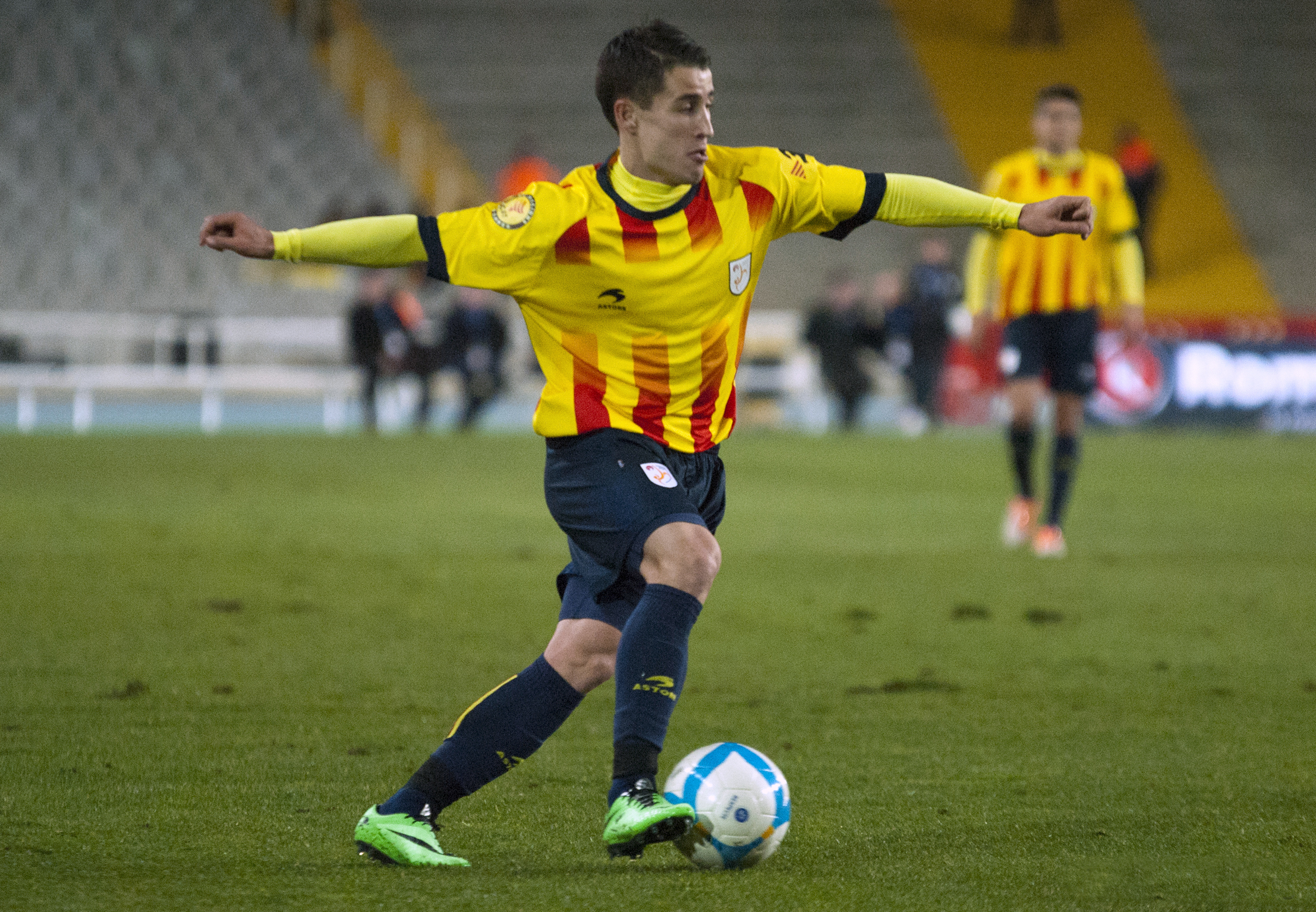
Боян Кркіч у збірній Каталонії. 2013 рік.

5 червня 2007 року Боян зіграв за молодіжну збірну Іспанії U-21 у віці 16 років. Перший гол у цій команді забив 12 жовтня у відбірковому матчі до молодіжного чемпіонату Європи з Польщею (2:0). З командою був учасником молодіжних чемпіонатів Європи у 2009 і 2011 роках, вигравши на другому з них золоті нагороди.
Кркіч дебютував у національній збірній Каталонії, як наймолодший в її історії, 29 грудня 2007 року в матчі проти Країни Басків на «Сан-Мамесі» і забив гол, матч завершився внічию 1:1. Загалом за цю неофіційну збірну зіграв 8 ігор і забив 7 голів.
Єдиний матч у складі збірної Іспанії провів 10 вересня 2008 року (у віці 18 років і 13 днів) під керівництвом Вісенте дель Боске проти Вірменії, де він вийшов на поле на останні десять хвилин, замінивши Санті Касорлу та зіграв на правому фланзі.

## Досягнення
| Барселона - Чемпіон Іспанії: 2008/09, 2009/10, 2010/11 - Володар Кубка Іспанії: 2008/09 - Володар Суперкубка Іспанії: 2009, 2010 - Переможець Ліги чемпіонів: 2008/09, 2010/11 - Володар Суперкубка УЄФА: 2009 - Переможець Клубного чемпіонату світу з футболу: 2009 Аякс - Чемпіон Нідерландів: 2013/14 - Володар Суперкубка Нідерландів: 2013 «Монреаль Імпакт» - Чемпіон Канади: 2019 Іспанія - Чемпіон Європи (U-17): 2007 - Чемпіон Європи (U-21): 2011 Європа - Переможець Кубка Меридіан: 2007 | - Найкращий бомбардир чемпіонату Європи (U-17): 2006 - Найкращий гравець чемпіонату Європи (U-17): 2007 - Володар Бронзового м'яча Чемпіонату світу (U-17): 2007 - Володар Бронзового бутсу Чемпіонату світу (U-17): 2007 - Найкращий молодий гравець року в Ла-Лізі: 2007–08 |

## Родина
Боян народився в сім'ї серба Бояна Кркіча-старшого, який був професійним футболістом, і матері-іспанки Марії Луїзи Перес. Згідно з генеалогічним дослідженням, проведеним Diari Segre у 2011 році, Боян є четвероюрідним братом колишнього товариша по команді Ліонеля Мессі, оскільки обидва є пра-пра-правнуками Маріано Переса Міраллеса та Терези Льобрера Мінге, які одружилися в Ель-Поалі в іспанській провінції Леріда в 1846 році.